# Fulvio Valle
Fulvio Valle (Sanremo, 20 aprile 1966) è un giocatore di baseball italiano.

## Biografia
Rappresentò l'Italia ai Giochi olimpici di Barcellona 1992, classificandosi settimo.